# Stenus bakeri
Stenus bakeri är en skalbaggsart som beskrevs av Max Bernhauer. Stenus bakeri ingår i släktet Stenus och familjen kortvingar. Inga underarter finns listade i Catalogue of Life.